# Violência

Estimativa da esperança de vida corrigida pela incapacidade de violência física, por 100.000 habitantes em 2004.
no data
<200
200-400
400-600
600-800
800-1000
1000–1200
1200–1400
1400–1600
1600–1800
1800–2000
2000-3000
>3000

Violência é definida pela Organização Mundial da Saúde como "o uso intencional de força física ou poder, ameaçados ou reais, contra si mesmo, contra outra pessoa ou contra um grupo ou comunidade, que resultem ou tenham grande probabilidade de resultar em ferimento, morte, dano psicológico, mau desenvolvimento ou privação", embora o grupo reconheça que a inclusão de "uso do poder" em sua definição expande a compreensão convencional da palavra.
Globalmente, a violência resultou na morte de cerca de 1,28 milhões de pessoas em 2013, contra 1,13 milhões em 1990. Das mortes em 2013, cerca de 842 000 foram atribuídas a autodestruição (suicídio), 405 000 para a violência interpessoal e 31 000 para a violência coletiva (manifestação e guerras) e intervenção legal. Corlin, ex-presidente da Associação Médica Americana diz que para cada morte por violência, há dezenas de hospitalizações, centenas de visitas a emergências e milhares de consultas médicas.
Em 2013, assalto por arma de fogo foi a principal causa de morte devido à violência interpessoal, com 180 000 dessas mortes estimadas terem ocorrido. No mesmo ano, assalto por objeto afiado resultou em aproximadamente 114 000 mortes, com 110 000 mortes restantes de violência pessoal sendo atribuídas a outras causas.
A violência em muitas formas é evitável. Existe uma forte relação entre os níveis de violência e os fatores modificáveis, como a pobreza concentrada, a desigualdade de renda e de gênero, o uso nocivo do álcool e a ausência de relações seguras, estáveis e estimulantes entre as crianças e os pais. As estratégias que abordam as causas subjacentes da violência podem ser eficazes na prevenção da violência. A violência é principalmente classificada como instrumental ou reativa/hostil. Para a prática da violência, as atitudes ou atos podem ser físicos, sexuais, psicológicos, emocionais.

## Tipos de violência
De acordo com a Organização Mundial da Saúde, a violência pode ser dividida em três grandes categorias. A violência autodirigida, que uma pessoa inflige a si mesma; a violência interpessoal, que um indivíduo ou um pequeno grupo de indivíduos inflige a outro; e a violência coletiva, realizada por grupos maiores como estados, grupos políticos organizados, grupos de milícias e organizações terroristas. Essas três grandes categorias são divididas cada vez mais para refletir tipos mais específicos de violência.
Por outro lado, Vittorio Bufacchi descreve dois conceitos modernos diferentes de violência, uma "concepção minimalista" da violência como um ato intencional de força excessiva ou destrutiva, e a "concepção abrangente", que inclui violações de direitos, incluindo uma longa lista de necessidades humanas.

### Violência autodirigida
A violência autodirigida é subdividida em comportamento suicida e autoabuso. O primeiro inclui pensamentos suicidas, tentativas de suicídio — também chamado de para suicídio ou suicídio deliberado em alguns países — e suicídios concluídos. Auto-abuso, em contraste, inclui atos como automutilação.

### Violência interpessoal

Mortes devido a violência interpessoal por milhões de pessoas em 2012
0-8
9-16
17-24
25-32
33-54
55-75
76-96
97-126
127-226
227-878

Violência interpessoal é uma classificação de violência dividida em duas categorias: a violência familiar e conjugal que em geral ocorre no próprio lar e a violência comunitária que acontece fora do lar, entre pessoas que não têm vínculos de parentesco ou entre pessoas que podem ou não se conhecer.
A violência familiar e conjugal inclui os maus-tratos de menores, a violência doméstica e os maus-tratos a pessoas idosas.
A violência comunitária inclui a violência entre jovens, estupro, agressão sexual de estranhos e a violência em ambientes institucionais como escolas, locais de trabalho, prisões e asilos. Quando a violência interpessoal ocorre nas famílias, suas consequências psicológicas podem afetar os pais, as crianças e seu relacionamento a curto e longo prazos.

#### Maus-tratos de crianças
O maltrato infantil é o abuso e a negligência que ocorre às crianças menores de 18 anos de idade. Inclui todos os tipos de maus tratos físicos e/ou emocionais, abusos sexuais, negligência e exploração sexual ou comercial o que resulta em danos reais ou potenciais à saúde, à sobrevivência, ao desenvolvimento ou à dignidade da criança no contexto de uma relação de responsabilidade, confiança ou poder. A exposição a violência de parceiro íntimo também é, por vezes, incluída como uma forma de maltrato infantil.
O maltrato infantil é um problema global com graves consequências ao longo da vida, que é, no entanto, complexo e difícil de estudar.
Não há estimativas globais confiáveis para a prevalência de maus tratos infantis. Os dados para muitos países, especialmente países de baixa e média renda, são escassos. As estimativas atuais variam amplamente, dependendo do país e do método de pesquisa utilizado. Aproximadamente 20% das mulheres e 5-10% dos homens relatam terem sido abusados sexualmente quando crianças, enquanto 25% a 50% de todas as crianças relatam ter sido abusadas fisicamente.
As consequências do maltrato infantil incluem problemas de saúde física e mental ao longo da vida e funcionamento social e ocupacional (por exemplo, dificuldades na escola, trabalho e relacionamento). Estes podem, em última instância, retardar o desenvolvimento econômico e social de um país. Prevenir maus-tratos infantis antes deles começarem é possível e requer uma abordagem multissetorial. Programas eficazes de prevenção apoiam os pais e ensinam habilidades positivas para pais. O cuidado contínuo de crianças e famílias pode reduzir o risco dos maus-tratos reiniciarem e pode minimizar suas consequências.

#### Violência na juventude
De acordo com a Organização Mundial de Saúde, jovens são definidos como pessoas entre 10 e 29 anos. A violência juvenil refere-se à violência que ocorre entre os jovens e inclui atos que variam de bullying e combate físico, até às mais severas como agressões sexuais, agressões físicas e homicídio.
Em todo o mundo, cerca de 250 000 homicídios ocorrem entre os jovens de 10 a 29 anos a cada ano, o que representa 41% do número total de homicídios a nível mundial a cada ano ("Global Burden of Disease", Organização Mundial da Saúde, 2008). Para cada jovem morto, 20–40 são feridos precisando de tratamento hospitalar.
Os programas de prevenção mostrados como efetivos ou promissores na redução da violência juvenil incluem programas de habilidades sociais e de desenvolvimento social, projetados para ajudar crianças e adolescentes a gerenciar a raiva, resolver conflitos e desenvolver as habilidades sociais necessárias para resolver problemas; Programas de prevenção contra bullying baseados nas escolas; e programas para reduzir o acesso ao álcool, drogas ilegais e armas. Além disso, devido aos efeitos significativos da vizinhança na violência juvenil, as intervenções envolvendo a mudança de famílias para ambientes menos pobres mostraram resultados promissores. Da mesma forma, projetos de renovação urbana, como as melhoria em bairros, têm mostrado uma redução na violência juvenil.

#### Violência por parceiro íntimo
Violência por parceiro íntimo refere-se ao comportamento em um relacionamento íntimo que causa danos físicos, sexuais ou psicológicos, incluindo agressão física, coerção sexual, abuso psicológico e comportamentos de controle.
Pesquisas a nível populacional baseadas em relatórios de vítimas fornecem as estimativas mais precisas sobre a prevalência de violência de parceiros íntimos e violência sexual em ambientes não conflitantes. Um estudo conduzido pela OMS em 10 países principalmente em desenvolvimento descobriu que, entre as mulheres de 15 a 49 anos, entre 15% (Japão) e 70% (Etiópia e Peru) de mulheres relataram violência física e/ou sexual por parte de um parceiro íntimo.
A violência sexual e a de parceiro íntimo causam sérios problemas de saúde física, mental, sexual e reprodutiva a curto e a longo prazo para as vítimas e para seus filhos, e levam a altos custos sociais e econômicos. Estes incluem lesões fatais e não fatais, depressão e transtorno de estresse pós-traumático, gravidez indesejada, infecções sexualmente transmissíveis, incluindo HIV.
Uma recente teoria chamada "The Criminal Spin" sugere um efeito de volante mútuo entre parceiros que se manifesta por uma escalada na violência.
A estratégia de prevenção primária que demonstra a melhor evidência de eficácia contra a violência de parceiros íntimos é a programação escolar para adolescentes para prevenir a violência em seus relacionamentos. Evidencia-se a eficácia de várias outras estratégias de prevenção primária — aquelas que: combinam microfinanças com treinamento para igualdade de gênero, promoção de habilidades de comunicação e relacionamento dentro das comunidades; redução ao acesso e ao uso nocivo do álcool e a mudança nas normas culturais de gênero.

#### Violência sexual

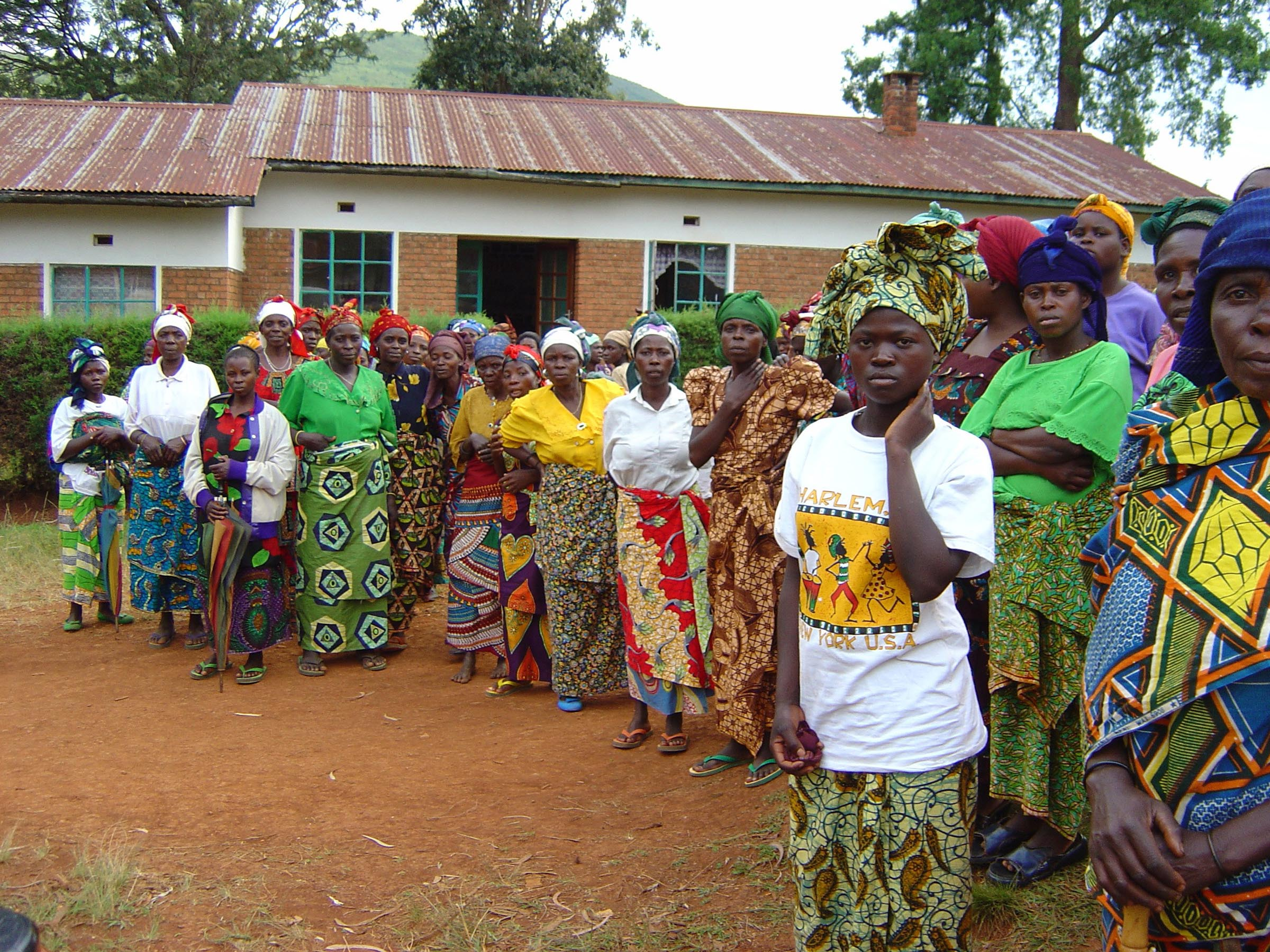
Encontro de vítimas de violência sexual na República Democrática do Congo.

A violência sexual é qualquer ato sexual, tentativa de obter um ato sexual, comentários ou investidas sexuais indesejadas contra a sexualidade de uma pessoa usando a coerção, por qualquer pessoa, independentemente do relacionamento com a vítima, em qualquer ambiente. Inclui o estupro, definido como a penetração física ou forçada da vulva ou ânus com pênis ou outra parte do corpo ou mesmo objeto.
Pesquisas a nível de população com base em relatórios de vítimas estimam que entre 0,3–11,5% das mulheres relataram sofrer violência sexual. A violência sexual tem sérias consequências a curto e longo prazo sobre a saúde física, mental, sexual e reprodutiva das vítimas e seus filhos, conforme descrito na seção sobre violência de parceiros íntimos. Se ocorre durante a infância, a violência sexual pode levar ao aumento do tabagismo, abuso de drogas e álcool e comportamentos sexuais de risco na vida adulta. Também está associado à perpetração de violência e a ser vítima de violência.
Poucas intervenções para prevenir a violência sexual demonstram ser efetivas. Os programas em escolas para prevenir o abuso sexual infantil ao ensinar as crianças a reconhecer e evitar situações potencialmente abusivas sexualmente são executados em muitas partes do mundo e parecem promissores, mas requerem pesquisas adicionais. Para alcançar mudanças duradouras, é importante promulgar legislação e desenvolver políticas que protejam as mulheres; abordam a discriminação contra as mulheres e promovam a igualdade de gênero; e ajudem a afastar a cultura da violência.

#### Maus-tratos de idosos
O maltrato de idosos é um ato único ou repetido, ou falta de ação apropriada, ocorrendo em qualquer relacionamento onde exista uma expectativa de confiança que cause dano ou sofrimento a uma pessoa idosa. Este tipo de violência constitui uma violação dos direitos humanos e inclui abuso físico, sexual, psicológico, financeiro e material; abandono; negligência; e perda de dignidade e respeito.
Embora haja pouca informação sobre a extensão dos maus-tratos em populações idosas, especialmente nos países em desenvolvimento, estima-se que 4–6% das pessoas idosas em países de alta renda tenham sofrido algum tipo de maltrato em casa.
Muitas estratégias têm sido implementadas para prevenir maus-tratos de idosos e tomam-se medidas para mitigar suas consequências, incluindo campanhas de conscientização pública e profissional, rastreio (de potenciais vítimas e abusadores), intervenções de apoio ao cuidador (por exemplo, gerenciamento de estresse, cuidados de repouso), serviços de proteção para adultos e grupos de autoajuda. No entanto, a eficácia ainda não é bem estabelecida.

### Violência coletiva
A violência coletiva é subdividida em violência estrutural e violência econômica. Ao contrário das outras duas categorias amplas, as subcategorias da violência coletiva sugerem possíveis motivos para a violência cometida por grupos maiores de indivíduos ou por estados. A violência coletiva que está empenhada em promover uma determinada agenda social inclui, por exemplo, crimes de ódio cometidos por grupos organizados, atos terroristas e violência popular. A violência política inclui a guerra e conflitos violentos relacionados, a violência estatal e atos semelhantes realizados por grupos maiores. A violência econômica inclui ataques de grupos maiores motivados por ganhos econômicos — como ataques perpetrados com o objetivo de interromper a atividade econômica, negar acesso a serviços essenciais ou criar divisão econômica e fragmentação. Claramente, atos cometidos por grupos maiores podem ter múltiplos motivos.
A violência do Estado também envolve as formas de violência de natureza estrutural, como a pobreza, através do desmantelamento do bem-estar, a criação de políticas rígidas como "bem-estar para o trabalho", para causar ainda mais estímulo e desvantagem. A pobreza como forma de violência pode envolver políticas opressivas que visam especificamente grupos minoritários ou de baixo nível socioeconômico. A "guerra contra as drogas", por exemplo, em vez de aumentar a saúde e o bem-estar das populações em risco, resulta na maioria das vezes em violência contra esses grupos demográficos vulneráveis através do encarceramento, da estigmatização e da brutalidade policial.

## Neurobiologia do comportamento violento
As bases neurais do comportamento violento têm sido consistentemente estabelecidas nos últimos anos, onde regiões cerebrais e neurotransmissores, bem como as suas ligações com diversos genes, hormônios e transtornos psiquiátricos, têm sido estudadas por psicólogos, neurocientistas, médicos, entre outros. Dentre as estruturas corticais, o Córtex Pré-Frontal (CPF) é a região cerebral mais amplamente associada com a agressão impulsiva e a violência em humanos. O CPF desempenha um papel central no controle de comportamentos, no direcionamento a metas e na tomada de decisões. Pacientes com lesões no CPF ventromedial (CPFvm) tiveram uma maior probabilidade de mostrar confrontos verbais e agressividade, se comparados com pacientes com lesões em outras áreas cerebrais e com grupo controle sem lesões.
Homens com Transtorno de Personalidade Antissocial têm mostrado alterações no Córtex Orbitofrontal, no Córtex Cingulado Anterior (CCA), na Ínsula e na Amígdala. Similarmente, pacientes com Transtorno de Personalidade Borderline e Transtorno Explosivo Intermitente também apresentam características de funcionamento atípico nessas regiões. Estudos de neuroimagem têm confirmado uma disfunção e redução no volume do COF, CCA e CPFvm em pessoas com comportamentos agressivos e violentos. Um número crescente de evidências tem corroborado a função da amígdala como uma das regiões cerebrais mais importantes para o comportamento violento em humanos. A amígdala, envolvida no processamento de estímulos biologicamente relevantes e reações emocionais, e o CPF são reciprocamente conectados. Além disso, neurotransmissores como serotonina, GABA e dopamina, e hormônios como testosterona, progesterona, cortisol e vasopressina apresentam um relevante papel determinante para a manifestação do violento.

## Sociedade e cultura
Além de mortes e ferimentos, as formas de violência altamente prevalentes (como o maltrato infantil e a violência de parceiros íntimos) têm sérias consequências para a saúde ao longo da vida. As vítimas podem se envolver em comportamentos de alto risco, como abuso de álcool e substâncias, o que, por sua vez, pode contribuir para doenças cardiovasculares, câncer, depressão, diabetes e HIV/AIDS, resultando em morte prematura.

### Religião

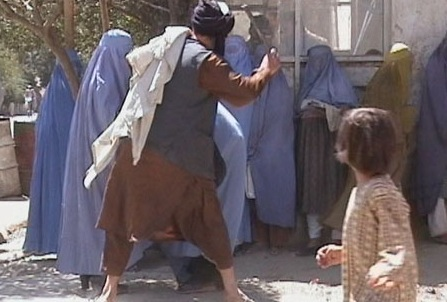
Homem apedrejando mulher em público

As ideologias religiosas e políticas têm sido a causa da violência interpessoal ao longo da história. Os ideólogos muitas vezes acusam falsamente outros de violência, como a antiga injúria de sangue contra os judeus, as acusações medievais de feitiçaria contra as mulheres e acusações modernas de ritual satânico contra donos de creches e outros.
Ambos os adeptos e opositores da Guerra contra o Terrorismo a consideram em grande parte como uma guerra ideológica e religiosa.

### Escola
A violência na comunidade escolar e na sociedade repercute na violência escolar. Por ser um ambiente formativo, a escola é um dos espaços que podem ensinar a violência, um comportamento social, às crianças. Na escola, podem haver violências diretas, como agressões, e veladas, como o bullying. Em relação ao bullying no Brasil, ele é constantemente mais associado a alunos do sexo masculino, tanto como praticantes quanto como vítimas, demonstrando a presença do machismo nas relações escolares.
Na Educação Infantil, uma das causas da violência velada é a dificuldade da separação entre o ambiente doméstico e o ambiente escolar, tanto para a criança quanto para os professores (em sua maioria mulheres). Dessa forma, atos de violência que os educadores praticam em suas famílias, logo de responsabilidade familiar, podem ser trazidos à escola.

## Representação na arte e mídia

### Literatura
Na literatura, a representação da violência é rica e variada. Merecem destaques as obras de alguns escritores.
Internacionalmente, a violência encontra representação quase que em toda a obra de Fiodor Dostoiévski. Franz Kafka ilustra um tipo de violência psicológica peculiar em O Processo (Der Prozeß, 1925). Ernest Hemingway é apenas um dos escritores a publicar obras sobre guerras, conquanto seu Por Quem os Sinos Dobram (For Whom the Bells Tolls, 1940) seja um bom retrato de um conflito real, a Guerra Civil Espanhola.
Na literatura portuguesa, a violência sempre esteve presente, embora nas tendências modernas foram muito mais explícitos os modos variados e verossímeis de violência.
Há um exemplo interessante em Euclides da Cunha (que fez Os Sertões um relato primoroso da Guerra dos Canudos), e destaca-se a obra do chamado regionalismo nordestino, de José Lins do Rego, Jorge Amado e Graciliano Ramos. Em Capitães de areia (1936), Jorge Amado mostra, com ternura, a violência de um grupo de meninos abandonados nas ruas de Salvador; em Jubiabá (1935), ele mostra a trajetória de Antônio Balduíno, menino de rua que pratica atos criminosos menores, boxeador, assassino (quando "o olho da piedade vazou"), vagabundo e finalmente grevista, que aprende o caminho da razão justamente quando confrontado com a violência política.
Mas é Graciliano Ramos que, na literatura do Brasil, se compara a Dostoiévski na presença constante da violência. Suas obras trazem quase invariavelmente o conflito do homem que sofre alguma restrição, alguma coação ou alguma rejeição social, econômica ou cultural e tenta inutilmente reverter esse quadro. Em seus livros de memórias, como Infância (1945) e Memórias do Cárcere (1953) Graciliano documenta sua própria convivência com o mundo violento e cruel.
Já o romance Angústia (1936) gira em torno de um assassinato, justificado pelo narrador-protagonista como necessário e impositivo. O crime perturba definitivamente o criminoso, antes e depois do ato propriamente dito: antes, nas constantes paranoias sobre enforcamento, e depois, na convalescença de um mês e na necessidade de escrever o livro para exorcizar-se, eximir-se da culpa.

### Cinema

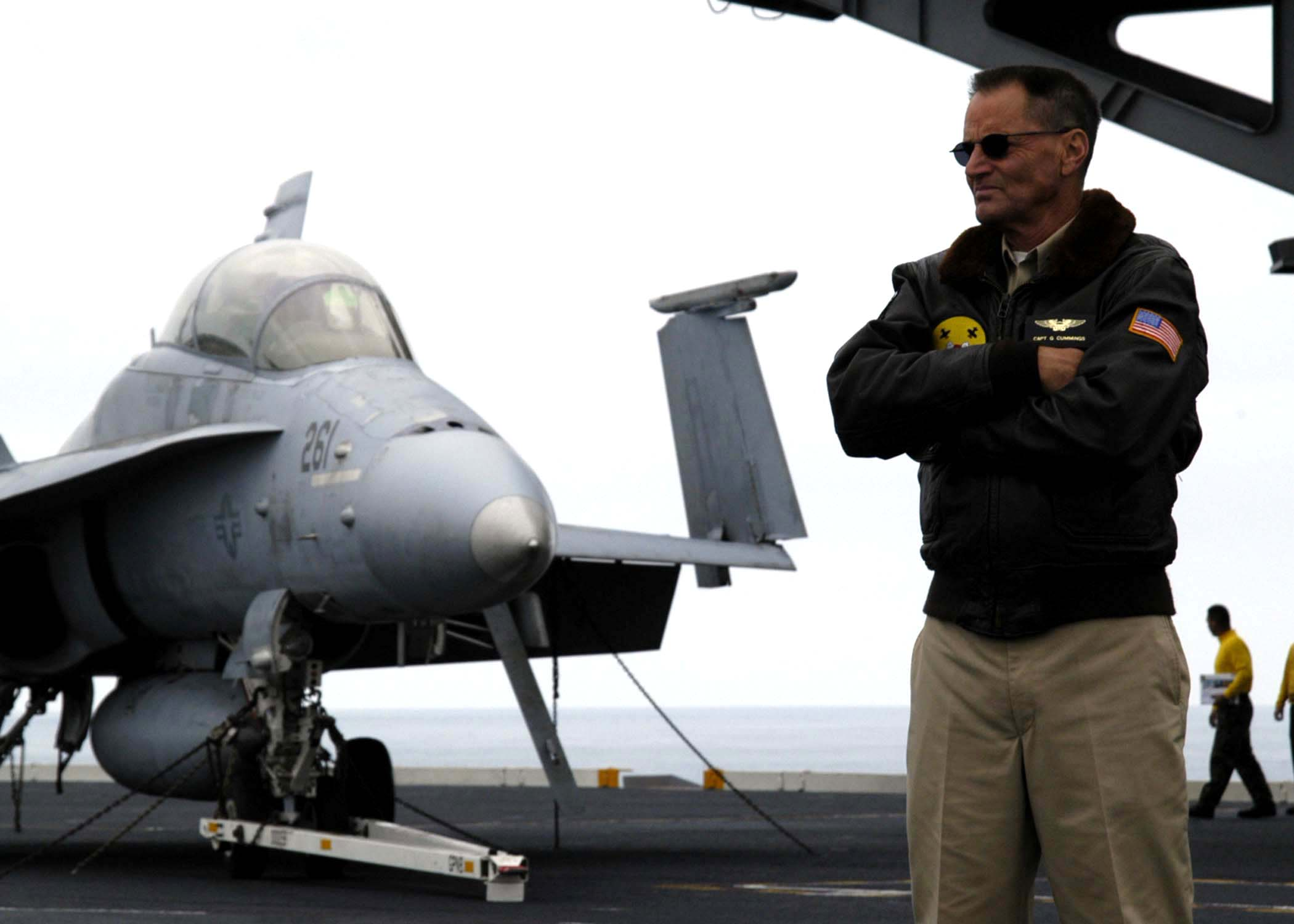
Muitos filmes apresentam cenas de violência. Foto do ator Sam Shepard no filme Stealth.

O cinema é um veículo que tem uma grande infiltração mundial. Muitos dos filmes apresentam cenas de extrema e exagerada violência. A vida humana é por vezes tratada como algo banal. Existem diversos relatos de contraventores que ao praticar seus atos, se inspiraram em cenas e personagens considerados heróis. Trata-se também, de um tipo de violência cultural, na medida em que são estabelecidos novos valores incompatíveis com a conduta humana.

### Televisão
A televisão tem sido tema de muita discussão em relação as cenas de violência realísticas. Muitas vezes, quase simultaneamente, expõe em suas programações, nos telejornais, telenovelas e seriados. A grande infiltração da televisão em todos os lares pode rapidamente difundir alguns dos tipos de violência. Existem em vários programas uma forma de violência explícita, entre elas, a violência verbal, a que costuma ser mais encontrada na mídia. Há vários contraditores quanto a este tipo de programas televisivos serem expostos no horário nobre, e, os ditos cujos sempre tem almejado o aumento da censura para estes eventos que possuam palavras de baixo calão.

### Bíblia
A Bíblia, para alguns especialistas, apresenta uma vasta coleção de eventos violentos. Nela, encontram-se, ao lado de exemplos de virtude, desde assassinatos fratricidas e estupros até periódicas demonstrações de ira divina (dilúvio, pragas do Egito). A história de Adão e Eva em si pode ser vista como uma história de violência: Deus propondo normas de obediência e preceitos com base em sua autoridade; preceitos desobedecidos primeiramente por Eva e depois por Adão; punição na forma de expulsão do paraíso e conhecimento do mal.